# Eerste facultatieve protocol bij het internationaal verdrag inzake burgerrechten en politieke rechten

Partijen bij het Eerste facultatieve protocol bij het IVBPR
getekend en indien nodig geratificeerd
getekend maar nog niet geratificeerd
geen lid

Het Eerste facultatieve protocol bij het internationaal verdrag inzake burgerlijke en politieke rechten is een internationaal verdrag dat in een individueel klachtenregime voorziet het Internationaal verdrag inzake burgerrechten en politieke rechten (IVBPR). Het werd aangenomen door de Algemene Vergadering van de Verenigde Naties op 16 december 1966. Op 23 maart 1976 werd het van kracht. In september 2009 hadden 113 partijen het protocol geratificeerd, waaronder Nederland en België.

## Relevantie
Het belang van het protocol is dat het rechtsbescherming biedt ten aanzien van bepalingen uit het IVBPR. Sommige staten hebben onder bepaalde voorbehouden geratificeerd. De protocol bepaalt dat kennisgevingen van individuele personen die beweren slachtoffer te zijn van schendingen van het verdrag aangenomen en behandeld worden door het Mensenrechtencomité van de Verenigde Naties.